# Esquimales en el Caribe
Esquimales en el Caribe es una serie de TVE y Anima2 que cuenta la historia de unos esquimales que viven en un iglú en el Caribe. Está basada en una idea original de Emilio Aragón.

## Historia
En medio de una tormenta en el Polo Norte, un iglú de juegos de unos esquimales se convierte en iceberg y es arrastrado hasta una ciudad del Caribe llamada Chachapapa. Dentro del iglú hay una estatua en forma de lobo, y si alguien la robase, el iglú se derretiría.

## Personajes

### Los Esquimales
- Papok: Es un esquimal anciano muy sabio que da consejos a los esquimales pequeños y que sabe mucho de medicina. Voz: José Ángel Juanes
- Nanook: Es un niño esquimal al que le gustan los deportes, sobre todo el fútbol. Va de rojo. Voz: Amelia Jara
- Anook: Es una niña esquimal muy inteligente que siempre está haciendo inventos. Va de verde. Voz: Eva Díez
- Tik-Tok: Es un niño esquimal al que le gustan las poesías y que toca una lira. Va de azul. Voz: Isatxa Mengíbar
- Kaya: Es la más pequeña de los esquimales, y tiene mucha imaginación. Va de amarillo. Voz: Sandra Jara

#### Mascotas
- Piki: Es un pingüino que juega mucho con Kaya y al que solo Papok entiende. Voz: Isatxa Mengíbar
- Pulito: Es un oso polar que gasta muchas bromas. Voz: Sara Vivas

### Habitantes de Chachapapa
- Don Benito: Es el alcalde de Chachapapa, tiene un sombrero de copa y bigote. Voz: Manuel Bellido
- El Sargento Marcial: Es el policía de  Chachapapa, tiene bigote y pantalones cortos. Voz: Javier Franquelo
- Pablo: Es un niño que juega con los esquimales y vive aventuras con ellos. Voz: Alicia Sainz de la Maza
- Tinoko: Es el loro de Pablo, es muy parlanchín. Le gusta Anook. Voz: José Carabias
- Doña Esmeralda: Es una condesa muy rica que está enamorada del Sargento.
- Gregorio: Es un hombre que se entera muy poco de las cosas.
- Tolo: Es un hombre flacucho que tiene un bar al que no va nadie.
- Don Elías: Es un anciano que siempre se está quejando de todo.
- Morales: Es el teniente y mano derecha del Sargento.

### Antagonistas
- Zack Skump: Es un hombre al que teme todo Chachapapa porque atraca a todos. Voz: Juan Fernández Mejías
- Piñón: Es el más fiel ayudante de Zack. Voz: Enrique Jordá
- Boquerón: Es un hombre que trabaja para Zack, y es algo bobo. Habla con acento andaluz. Voz: Aparicio Rivero
- Chopo: Es uno de los ayudantes de Zack, y es el más tonto. Voz: Carlos Kaniowsky
- Los Hermanos Kaplutzki: Son unos hermanos delincuentes a los que teme todo Chachapapa.
  - Tad: El líder de los tres hermanos. Voz: Luis Marín
  - Ted: Es el más servicial a Tad. Voz: Luis Gaspar
  - Tod: Es muy bobo, lo cual saca de quicio a Tad. Voz: Jesús Díaz

### Otros personajes
- Blink: Es un espíritu que ayuda a los esquimales cuando lo necesitan. Voz: Eduardo Moreno

- Datos: Q5840490